# Aracy de Carvalho
Aracy de Carvalho Guimarães Rosa (Rio Negro, 20 de abril de 1908 – São Paulo, 28 de fevereiro de 2011) foi uma poliglota brasileira que prestou serviços ao Ministério das Relações Exteriores. Chefiou a Seção de Passaportes no consulado do Brasil na Alemanha.
Foi agraciada pelo governo de Israel com o título de Justa entre as Nações pela ajuda que prestou a muitos judeus a entrarem ilegalmente no Brasil durante o período da Segunda Guerra Mundial (holocausto) e o governo brasilieiro de Getúlio Vargas. Apenas um outro brasileiro, Souza Dantas, foi distinguido com este reconhecimento.
A homenagem de inclusão do nome de Aracy no Jardim dos Justos entre as Nações do Yad Vashem (Museu do Holocausto), em Israel, foi prestada em 8 de julho de 1982, ocasião em que também foi homenageado o embaixador Souza Dantas. Ela é uma das pessoas homenageadas também no Museu do Holocausto de Washington (Estados Unidos). É conhecida pela alcunha de O Anjo de Hamburgo.
Foi casada com o escritor João Guimarães Rosa.

## Biografia
Aracy nasceu em Rio Negro, no Paraná, em 1908. Era filha de Sidonie Möbius (Moebius), natural da Alta Saxônia, na Alemanha e de Amadeu Anselmo de Carvalho, um comerciante luso-brasileiro que, mais tarde, seria dono do Grande Hotel de Guarujá, cidade onde a família foi morar quando Aracy ainda era criança.
Em 1930, Aracy casou-se com o alemão Johann Eduard Ludwig Tess com quem teve o filho Eduardo Carvalho Tess, mas cinco anos depois se separou, indo morar com sua tia, Lucy Luttmer, na Alemanha. Um ano depois ela retornou ao Brasil para formalizar o desquite. Por falar quatro línguas (português, inglês, francês e alemão), conseguiu uma nomeação no consulado brasileiro em Hamburgo, onde passou a ser chefe da Seção de Passaportes.
Em 1938, entrou em vigor, no Brasil, a circular secreta 1.127, que restringia a entrada de judeus no país. Aracy ignorou a circular e continuou preparando vistos para judeus, permitindo sua entrada  no Brasil. Como despachava com o cônsul-geral, ela colocava os vistos entre a papelada para as assinaturas. Para obter a aprovação dos vistos, Aracy simplesmente deixava de pôr neles a letra "J", que identificava quem era judeu.
Desse modo, Aracy livrou muitos judeus da prisão e do Holocausto.
Ainda na Alemanha, Aracy casou-se com João Guimarães Rosa, à época cônsul-adjunto. Os dois permaneceram na Alemanha até 1942, quando o governo brasileiro rompeu relações diplomáticas com aquele país e passou a apoiar os Aliados da Segunda Guerra Mundial. Seu retorno ao Brasil, porém, não foi tranquilo. Ela e Guimarães Rosa ficaram quatro meses sob custódia do governo alemão, até serem trocados por diplomatas alemães. Aracy e Guimarães Rosa casaram-se, então, no México, por não haver ainda, no Brasil, o divórcio. O livro de Guimarães Rosa "Grande Sertão: Veredas", de 1956, foi dedicado a Aracy.
Sua biografia inclui também ajuda a compositores e intelectuais durante o regime militar implantado no Brasil em 1964, entre eles Geraldo Vandré, de cuja tia Aracy era amiga.

## Últimos anos e morte
Aracy enviuvou no ano de 1967 e não se casou novamente. Sofria de mal de Alzheimer e morreu no dia 28 de fevereiro de 2011 em São Paulo, de causas naturais, aos cento e dois anos. Foi sepultada no Mausoléu da Academia Brasileira de Letras, ao lado de seu marido, no Cemitério de São João Batista, no Rio de Janeiro.

## Legado
Sua vida é tema da minessérie "Passaporte para Liberdade" produzida pela TV Globo em parceira com a Sony Pictures Television.